# Le Sel-de-Bretagne
Le Sel-de-Bretagne is een gemeente in het Franse departement Ille-et-Vilaine (regio Bretagne). De plaats maakt deel uit van het arrondissement Redon. Le Sel-de-Bretagne telde op 1 januari 2022 1.102 inwoners.

## Geografie
De oppervlakte van Le Sel-de-Bretagne bedroeg op 1 januari 2022 8,1 vierkante kilometer; de bevolkingsdichtheid was toen 136 inwoners per km².

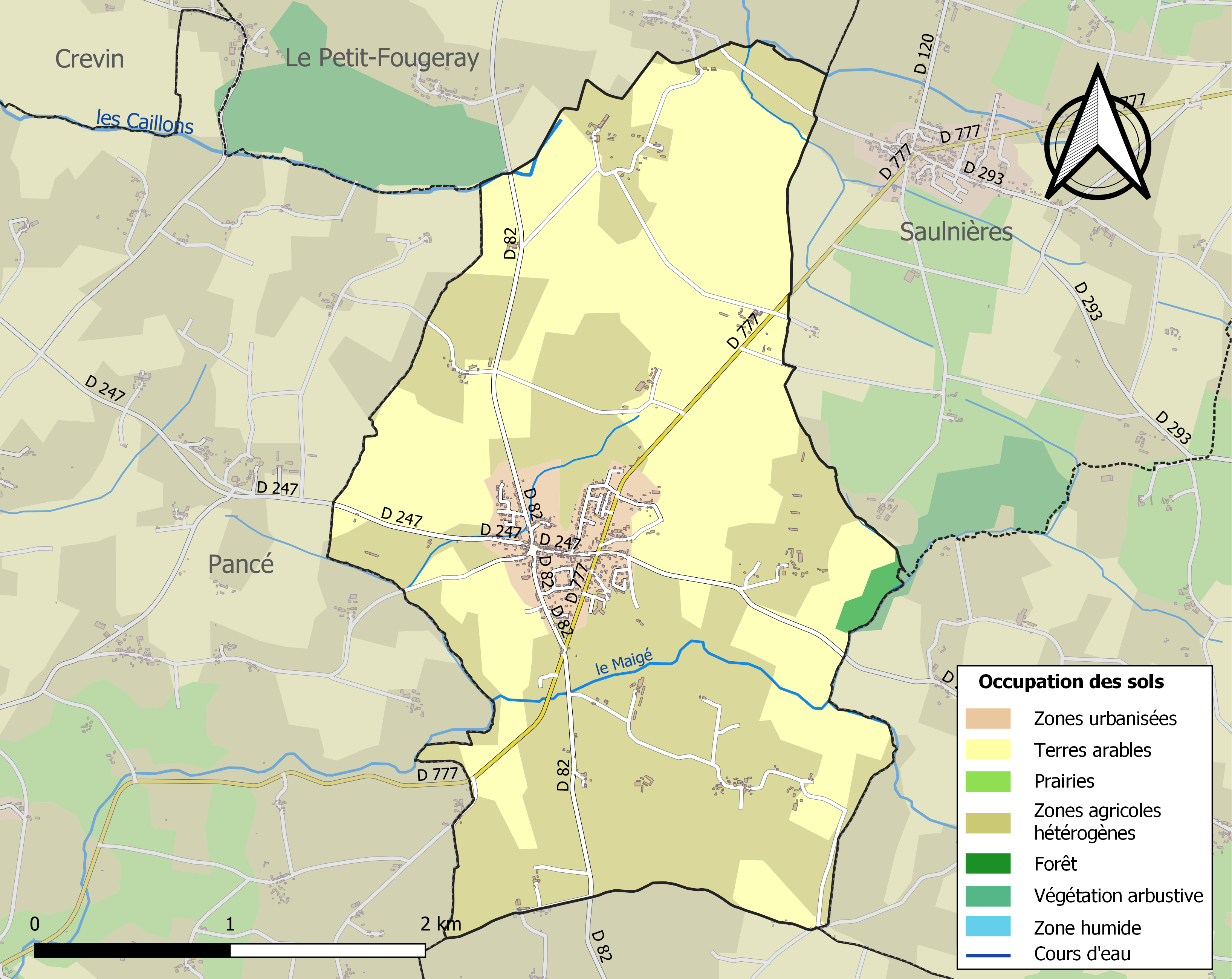
Kaart van de gemeente met belangrijkste infrastructuur, bodemgebruik en omliggende gemeenten

## Demografie
Onderstaande figuur toont het verloop van het inwonertal (bron: INSEE-tellingen).